# بيدرو كونت أورغل
إنفانتي بيدرو البرتغالي (23 فبراير 1187 - 2 يونيو 1285)؛ هو الابن الثاني لـ سانشو الثاني ملك البرتغال وزوجته دولسي البرشلونية شقيقة ألفونسو الثاني ملك أراغون، سوف يصبح في نهاية المطاف كونت أورغل، ولاحقا لورد جزر البليار.

## السيرة الذاتية
بعد وفاة والده، دخل بيدرو بجانب شقيقاته مافالدا وسانتشا وتيريزا في صراع مع شقيقهم أفونسو الثاني الملك الجديد حول الميراث، بحيث حصل على حماية من شقيقته تيريزا التي كانت آنذاك ملكة ليون القرينة، بحيث أطلق هجماته الأولية من أراضي ليون نحو أراضي الحدودية بينهما، ومع ذلك في نهاية المطاف اعتراف بالهزيمة، وحصل على نفي الدائم من البرتغال.
غادر بيدرو أراضي ليون وأصبح مرتزق بحيث دخل في خدمة يوسف المستنصر خليفة الموحدين، حيث أصبح قائد قوات المسيحيين والمغامرون المنفيين، وبعد ذلك في وقت لاحق انتقل نحو أراغون موطن والدته بحيث انخرط في حملات قريبه خايمي الأول ملك أراغون التوسعية، وبعد ذلك تزوج من كونتيسة أورغل أوريميبايكس وبذلك أصبح معها كونت أورغل، ومع ذلك قبيل وفاتها وافق على تسليم لاردة إلى ملك خايمي خلال اجتياحه لأورغل.
بعد ذلك في عام 1230 ساعد أسقف طراغونة باستيلاء على جزيرة إيبيزا من المغاربة، وبعد وفاة زوجته في 1231 بقى بيدرو كونت أورغل اسمياً، إلى أن نازع قربيه خايمي اللقب عنه، ولكن مع اتفاق 1236 اعطى بيدرو أورغل لـ أسرة كابريرا، وبذلك ضمت إلى أراغون، وفي المقابل حصل على ثلاثة جزر البليار، وفضلا عن بعض القلاع، بحيث حكم هذه الممتلكات حتى وفاته، وبعد ذلك ضمت هذه الألقاب إلى وريث أراغون، والتي شكلت نواة مملكة مايوركا لاحقاً، لأنه لم يخلف ذرية شرعية.